# Dominique Swain
Dominique Ariane Swain (Malibù, 12 agosto 1980) è un'attrice statunitense.

## Biografia
Ultima di cinque fratelli, Dominique è nata a Malibù, il 12 agosto 1980. I suoi genitori sono separati. È sorella dell'attrice Chelse Swain, la quale ha recitato al fianco di Kirsten Dunst nel film Il giardino delle vergini suicide. Nel 1997 il regista John Woo l'ha chiamata a interpretare il ruolo della figlia ribelle di John Travolta in Face/Off - Due facce di un assassino. Sempre nello stesso anno Adrian Lyne l'ha scelta tra 2500 ragazze per il ruolo della ninfetta nel remake del film Lolita del 1997, tratto dall'omonimo romanzo di Vladimir Nabokov.
Nel 2002 la rivista Stuff l'ha eletta tra le 102 donne più sexy del mondo, posizionandola al settantanovesimo posto. Ha partecipato al videoclip di Rockstar, canzone dei Nickelback. La Swain è portavoce della People for the Ethical Treatment of Animals. A 21 anni è diventata la più giovane modella ad aver posato nuda per una campagna animalista della PETA.

## Filmografia parziale

### Cinema
- Face/Off - Due facce di un assassino (Face/Off), regia di John Woo (1997)
- Lolita, regia di Adrian Lyne (1997)
- Girl, regia di Jonathan Kahn (1998)
- The Intern, regia di Michael Lange (2000)
- The Smokers, regia di Kat Slater (2000)
- Maial Campers - Porcelloni al campeggio (Happy Campers), regia di Daniel Waters (2001)
- Tart - Sesso, droga e... college (Tart), regia di Christina Wayne (2001)
- Mean People Suck, regia di Matthew Cole Weiss (2001) - Cortometraggio
- Pumpkin, regia di Anthony Abrams (2002)
- Dead in the Water, regia di Gustavo Lipsztein (2002)
- Vizi mortali (New Best Friend), regia di Zoe Clarke-Williams (2002)
- Briar Patch, regia di Zev Berman (2003)
- As Virgins Fall, regia di Natalie Barandes (2003)
- The Job, regia di Kenny Golde (2003)
- The Freediver, regia di Alki David (2004)
- Out of Season, regia di Jevon O'Neill (2004)
- Devour - Il gioco di Satana (Devour), regia di David Winkler (2005)
- Journeyman, regia di Daniel Lee (2005)
- The Locrian Mode, regia di Eric O. Lodal (2005)
- Alpha Dog, regia di Nick Cassavetes (2006)
- All In, regia di Nick Vallelonga (2006)
- The Pacific and Eddy, regia di Matthew Nourse (2007)
- White Air, regia di U. Wolfgang Wagenknecht (2007)
- Stiletto, regia di Nick Vallelonga (2008)
- Toxic, regia di Alan Pao (2008)
- Capers, regia di Julian M. Kheel (2008)
- The Girl from the Naked Eye, regia di David Ren (2012)
- Pericolo in casa, regia di Maureen Bharoocha (2015)
- Nazi Overlord, regia di Rob Pallatina (2018)

### Televisione
- The Madam's Family: The Truth About the Canal Street Brothel, regia di Ron Lagomarsino - Film TV (2004)
- JAG - Avvocati in divisa (JAG) - Serie TV, episodio 10x12 (2005)
- Ghost Whisperer - Presenze (Ghost Whisperer) - serie TV, episodio 1x13 (2006)
- Totally Awesome, regia di Neal Brennan - Film TV (2006)
- Un marito per Natale (A Husband for Christmas), regia di David DeCoteau – film TV (2016)
- Uno studente quasi perfetto (The Wrong Teacher), regia di David DeCoteau – film TV (2018)
- Mai fidarsi di mia madre (The Wrong Mommy), regia di David DeCoteau – film TV (2019)
- L'incubo di Tracy, regia di David DeCoteau – film TV (2021)

## Doppiatrici italiane
Nelle versioni in italiano delle opere in cui ha recitato, Dominique Swain è stata doppiata da:
- Claudia Pittelli in Lolita, Vizi mortali
- Domitilla D'Amico in Tart - Sesso, droga e...college, Alpha Dog
- Emanuela D'Amico in Face/Off - Due facce di un assassino
- Ilaria Latini in Devour - Il gioco di Satana
- Renata Bertolas in All in
- Benedetta Degli Innocenti in Pericolo in casa
- Francesca Bielli in Nazi Overlord